# 伊格爾本德 (密西西比州)
伊格爾本德（英語：Eagle Bend）是位於美國密西西比州沃倫縣的普查規定居民點。

## 歷史
伊格爾本德的郵局於1897年設立，其後於1938年停運。

## 人口
根據2020年美國人口普查的數據，伊格爾本德的面積為7.18平方千米，當中陸地面積為4.33平方千米，而水域面積為2.85平方千米。當地共有人口296人，而人口密度為每平方千米41.23人。